# 마법소녀 프리티사미
일본에서 프리티사미로 알려진 마법소녀 프리티사미는 아니메 인터내셔널 컴퍼니와 NBC유니버설 엔터테인먼트 재팬이 제작한 26화 애니메이션 TV 시리즈이다.  
이 시리즈는 1999년에 미국에서 VHS와 2002년에 DVD로 자막 형식으로 출시되었다.
대한민국에서는 《마법천사 루비》라는 제목으로 1999년 12월 9일부터 2000년 3월 1일까지 KBS 2TV, 투니버스에서 방영되었다.

## 등장인물

### 주요 등장인물
카와이 사사미/프리티 사미
성우 - 요코야마 치사/문선희
사사미는 마법소녀인 프리티 사미로 변신할 힘이 있는 평범한 여학생이다.
아마오 미사오/픽시 미사
성우 - 카사하라 루미/이현선
사사미의 가장 친한 친구. 그녀는 금발머리 마법소녀 픽시 미사로 변신한다.
료오키
성우 - 코자쿠라 에츠코/전유정
당근 토끼인 료오키는 사사미의 조언자 역할을 한다.
츠나미
성우 - 요코야마 치사/유남희
주라이헬름의 여왕 후보. 그녀가 뽑힌후, 지구상에서 자신의 대표자로 행동하기 위해 사사미를 선택했다.
라미아
성우 - 오카모토 마야/배정미
주라이헬름의 여왕 후보 중 한명. 주전파에 성격이 급하고 괴팍하다.
루미야
성우 - 히이라기 미후유/김정주
라미아의 동생. 미사오를 마법소녀인 픽시 미사로 변신시키기 위해 최면술을 사용하는 새로 변신할 수 있다.

## 음악
- 오프닝과 엔딩: 마법소녀 루비 주제가

## 방영 목록
| 회차       | 주제                        |
| ---------- | --------------------------- |
| 1화        | 첫번째 연락                 |
| 2화        | 돌진 코스                   |
| 3화        | 테스트! 테스트! 테스트!     |
| 4화        | 맨 위로 뛰어넘다            |
| 5화        | 스타 사미의 데뷔            |
| 6화        | 닷지 공 배틀                |
| 7화        | 문제에 대한 재능            |
| 8화        | 한여름 산타                 |
| 9화        | 사랑-사랑 몬스터의 섬       |
| 10화       | 동쪽 대 서쪽                |
| 11화       | 잃어버린 바톤               |
| 12화       | 푸른 하늘 레인저            |
| 13화       | 내가 너에게 원하는 것       |
| 14화       | 보스라고 불리던 동료        |
| 15화       | 아기 사미                   |
| 16화       | 팀, 사랑스러운 마님         |
| 17화       | 안녕, 사랑스러운 마님       |
| 18화       | 당신은 햇볕 소녀            |
| 19화       | 매직이 사라지다             |
| 20화       | 친구                        |
| 21화       | 나는 마법소녀로서 기뻐      |
| 22화       | 제 3의 마법소녀가 오고있어! |
| 23화       | 파괴의 여신                 |
| 24화       | 달은 지옥이야               |
| 25화       | 새 기술                     |
| 최종화(26) | 마법의 승리                 |